# Ivory (catch)
Pour les articles homonymes, voir Moretti et Ivory (homonymie).
Lisa Moretti est une catcheuse américaine, née le 26 novembre 1961 à Los Angeles. Elle est connue pour son travail sous le nom d'Ivory à la World Wrestling Entertainment.

## Carrière

### World wrestling federation/entertainment (1999-2005)
En janvier 1999 Moretti signe un contrat avec la WWF. Elle fait ses débuts en tant que face sous le nom de Ivory le  15 février 1999 en se battant avec Debra. Au début de juin 1999 elle devient challenger numéro 1 au titre féminin détenu par Debra Marshall. À Raw du 14 juin 1999 elle remporte le titre féminin en battant Debra grâce à l'aide de Nicole Bass. En août 1999 elle effectue un Heel turn en rivalisant avec Tori. elle perd son titre à No Mercy 1999. Le 25 octobre 1999 elle regagne la ceinture contre The Fabulous Moolah. À Armageddon 1999 elle perd son dans un fatal four way evening gowing match contre The Kat B.B et Jacqueline au profit de The Kat.

### Right To Censor (2000-2001)
En septembre 2000 elle crée un clan avec plusieurs catcheur de la WWF qui répond au nom de Right To Censor. Leur but étant de forcer ou kidnapper les superstar et divas la WWF s'ils perdent ils devaient les rejoindre et s'ils gagnent ils les lâchent. Le 2 novembre 2000 à SmackDown elle gagne pour la troisième et dernière fois de sa carrière le titre féminin de la WWF contre Lita Trish Stratus et Jacqueline. Au début de 2001 elle commence une rivalité avec Chyna et elle perd son titre contre Chyna à WrestleManiaXVII .

### The Alliance (2001)
En été 2001 Ivory fait partie de The Alliance de WCW avec Molly Holly Stacy Keibler et Torrie Wilson. Au Survivors Series 2001 elle perd un six pack challenge contre Jazz, Molly Holly, Lita, Jacqueline et Trish Stratus au profit de cette dernière.

### Diverses rivalité (2002-2003)
En avril 2002 elle commence une alliance avec Jazz contre Lita et Trish Stratus contre qui elles perdent . En juin 2002 avec Jackie Gayda elles rivalisent avec Linda Miles et Trish Stratus contre qui elle perdent. En novembre 2002 elle perd contre Trish.
À Raw du 23 décembre 2002 elle perd un Santas Little Helper tag team match avec Victoria et Molly Holly contre Jacqueline Stacy Keibler et Trish Stratus . Le 30 mars 2003 à Sunday Night Heat elle perd contre Trish Stratus dans un match pour le titre après ce match elle effectue un nouveau face turn  en sauvant Trish d'une attaque de Victoria. Le 2 juin 2003 à Raw elle s'allie avec Trish Stratus et Jacqueline contre Victoria Molly Holly et Jazz contre qui elles gagnent. La semaine suivante elle gagne avec Jacqueline contre Molly Holly et Jazz. Le 30 juin 2003 elle perd une bataille royale au profit de Gail Kim qui fait des débuts à la WWE. Le premier septembre elle perd avec Trish Stratus contre Gail Kim et Molly Holly

### WWE Hall of Famer (2018)
Le 6 avril 2018, elle est intronisée au Hall of Fame de la WWE par Molly Holly.

## Palmarès
- Carolina Championship Wrestling
  - 1 fois CCW Women's Tag Team Champion avec Bambi face à Krissy Vaine et Amber O'Neal le 19 novembre 2005[1]
- Gorgeous Ladies of Wrestling
  - 1 fois GLOW Championship face à Colonel Ninotchka[1]
  - 1 fois GLOW Tag Team Champion avec Ashley Cartier[1]
- Powerful Women of Wrestling
  - 2 fois PWOW Champion[1]
- SuperGirls Wrestling
  - 1 fois NWA SuperGirls Champion face à Rebecca Knox le 2 avril 2006[3]
- World Wrestling Federation
  - 3 fois WWF Women's Champion[4]
  - WWE Hall of Fame 2018